# الاتحاد الإسلامي لتركمان العراق
الاتحاد الإسلامي لتركمان العراق هو حزب سياسي عراقي تأسس عام 1991 في دمشق بقيادة عباس البياتي، وقد شارك في مؤتمرات المعارضة العراقية قبل غزو العراق، وأغلب أعضائه من تركمان العراق الشيعة.
شارك مع الأحزاب الشيعية في انتخابات كانون الثاني 2005 وكانون الأول 2005 في الائتلاف الوطني العراقي.
شغل القيادي في الحزب جاسم محمد جعفر منصب وزير الإعمار والإسكان في الحكومة العراقية الانتقالية وزير الشباب والرياضة في حكومة نوري المالكي الأولى.